# كباريه

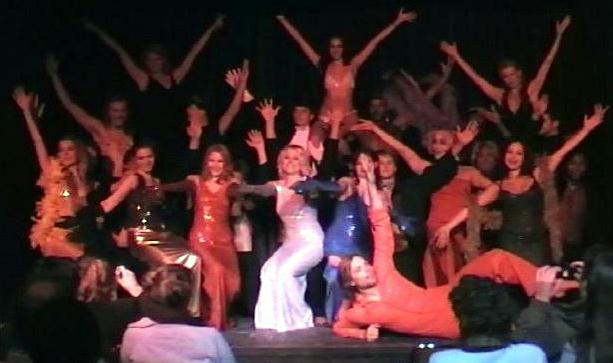
عرض ل"Wild Side Story" في كباريه بستوكهولم (ديسمبر 2004)

المَلهَى أو (نقحرة: كباريه) (بالفرنسية: Cabaret)‏ هو شكل من أشكال الترفيه يضم الكوميديا، الغناء، الرقص، وفن المسرح، يتميز كون أن مكان الأداء في الأساس هو مطعم أو ملهى ليلي يقدم فقرات من الفنون سالفة الذكر في حضور الجمهور الجالس والذي غالباً ما تناول الطعام أو الشراب الذي يقوم بتقديمه مشرف خاص على الأداء وعادة مايكون نشاط الالملهى في فترة المساء لذا يعد شكلاً من أشكال الحياة الليلية.

## الاشتقاق اللغوي
الاشتقاق اللغوي لكلمة «كاباريه» أو "Cabret" (وهو مصطلح من أصل بيكار، ومعناه «غرفة صغيرة» أو «المؤسسة التي تقدم المشروبات»). ولكن العالم اللغوي جان دوني (Jean Deny) أرجع أصله إلى Kharabat من اللغة العربية («خربات») يعني البيوت الخالية والتي كانت تتخذ مكاناً للهو، وباللغة التركية «كاباريه»، أو khammarât «خمارات» كما اقترح أنطوان بولين بيهان الجذر العربي أيضاً.

## الكاباريه الفرنسي

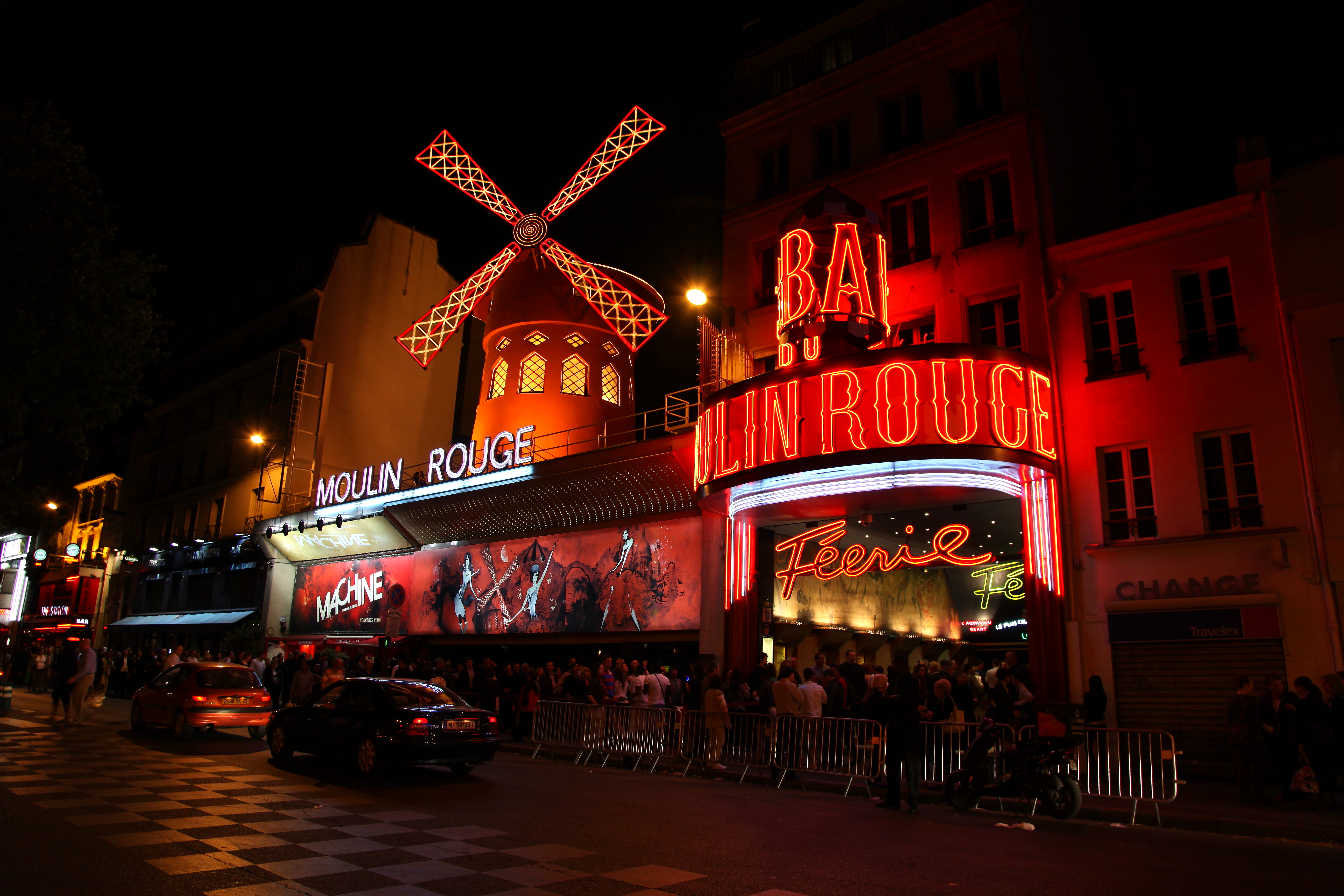
الطاحونة الحمراء في باريس

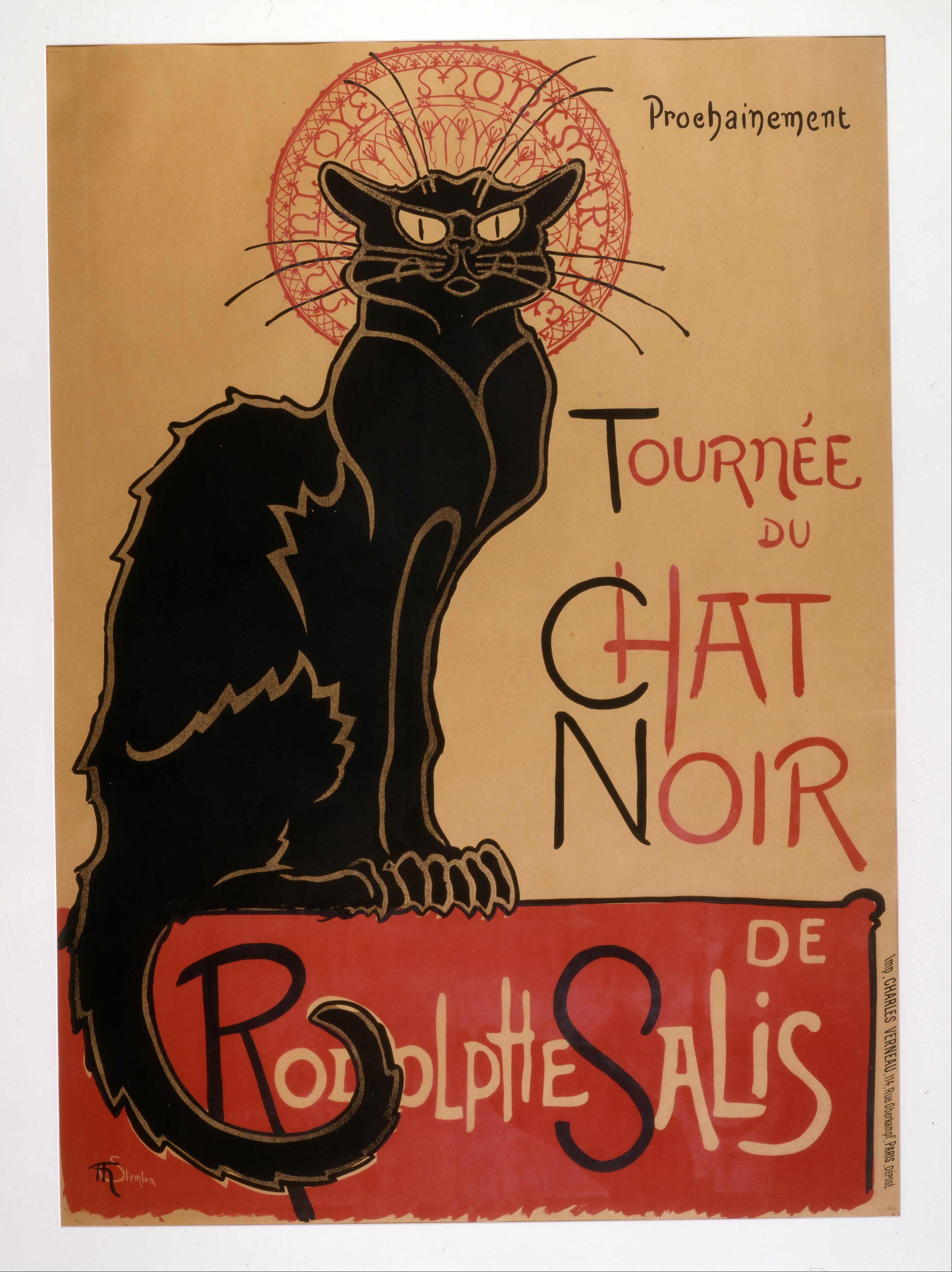
ملصق لملهى القط الأسود والملصق مشهور جداً وأصبح من رموز باريس

شعر الناس براحة في التصرف أثناء تواجدهم في الكاباريه، حيث لم يكن عليهم خلع قبعاتهم، كما كان بإمكانهم الحديث وتناول الطعام، والتدخين وقتما شاؤوا وما إلى ذلك، أي أنه لم يكن عليهم التمسك بالقواعد المتبعة في المجتمع.
افتتح أول كاباريه في فرنسا بحي مونمارترMontmartre" إحدى دوائر باريس وذلك في عام 1881 باسم كاباريه أرتيستيك "cabaret artistique"، بعد وقت قصير أعيد تسميته باسم القط الأسود "Le Chat Noir" ليصبح مكاناً يقوم فيه الفنانون الجدد بعرض أعمالهم.
وبعد ذلك افتتح "المولان روج "Moulin Rouge" الذي بني في عام 1889 في منطقة بيغال "Pigalle" وهي منطقة تعرف بأنها "المنطقة الحمراء" في باريس. ويشتهر بأضوائه الحمراء وبطاحونته المضيئة على سطح البناء.

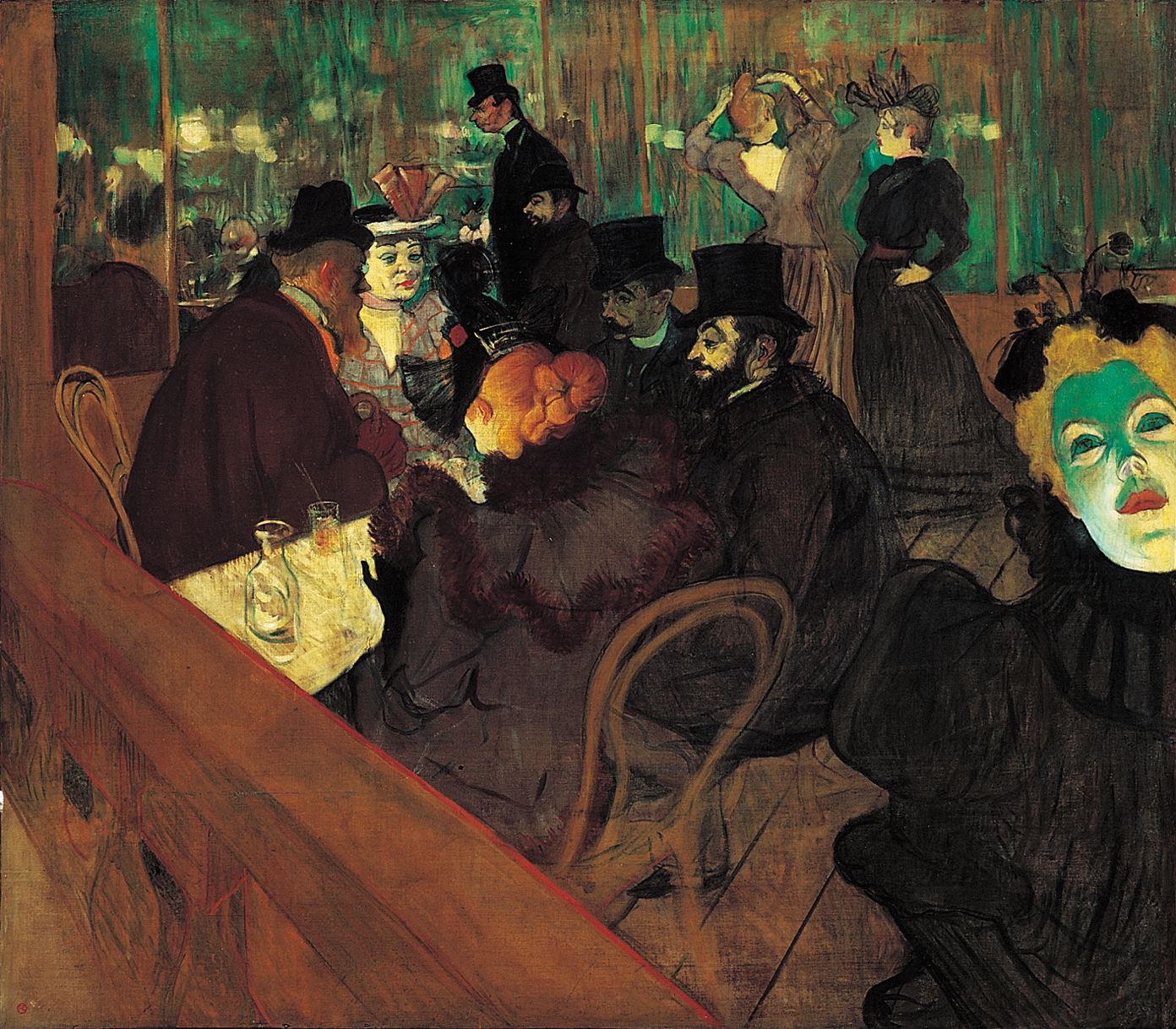
لوحة تصور الملهى (1892-1895) للرسام الفرنسي هنري دو تولوز لوترك.

فولي بيرجير Folies Bergère" وهي قاعة رقص باريسية اجتذبت العديد من الرواد رغم أنها كانت الأكثر كلفة بين الملاهي. كذلك ضمت استعراضات يقوم بها مغنون وراقصون وبهلوانيون ومهرجون.
لو ليدوLe Lido" وهو كاباريه تم انشاؤه في الشانز ليزيه كان مسرحاً لأرقى العروض وضم أشهر الأسماء التي قامت بأداء عروضها به مثل: إديث بياف، مارلينه ديتريش، إلفيس بريسلي، داليدا، جوزيفين بيكر، لوريل وهاردي، شيرلي ماكلين، ألتون جون وموريس شيفالير.
كذلك توجد أشكال مشابهة من الكاباريه تواجدت في العالم بأشكال متنوعة منها في الولايات المتحدة الأمريكية، هولندا، ألمانيا، كوبا وسويسرا.

## الصدى في العالم العربي
في أربعينيات وخمسينيات القرن العشرين تواجدت في بعض مدن الشرق الأوسط كمدينة القاهرة في مصر ودمشق في سوريا، عدد من الملاهي التي كانت تقدم عدداً من العروض الغنائية والرقصات المختلفة والفقرات الكوميدية لفنانين محليين وأجانب. ولكن تقلصت أعداد الملاهي في أعقاب ماوصفه البعض «موجة تيار ديني محافظ» اجتاحت المنطقة منذ أواسط السبعينيات كذلك بسبب تغييرات جغرافية وسكانية في البلاد بداية الثمانينيات.
كما تم تصوير عروض الالملهى في عدد من الأفلام المصرية الكلاسيكية من قبيل غزل البنات وسيدة القطار.
كما توجد في دمشق أيضاً العديد من الملاهي التي كانت افتتحت في نفس الوقت في القاهرة كالطاحونة الحمراء.